# The Notorious B.I.G.
Крістофер Джордж Латор Воллес (англ. Christopher George Latore Wallace; 21 травня 1972, Бруклін, Нью-Йорк, США — 9 березня 1997, Лос-Анджелес, Каліфорнія, США), відоміший як The Notorious B.I.G., Biggie Smalls або скорочено Biggie — американський репер із Нью-Йорку, один із найкращих «МС» хіп-хопу. Його псевдонім дослівно перекладається як Горезвісний З. Д. О. Р. О. В. А. Н. Ь (Великий). 9 березня 1997 року у Лос-Анджелесі Notorious B.I.G. був вбитий. У певних колах, виконавця вважають причетним до замахів на Тупака Шакура.

## Біографія

### Молодість
Народився 21 травня 1972 року в лікарні Святої Марії в Брукліні, Нью-Йорк і був єдиною дитиною в сім'ї Волетті Воллес, вчителі дошкільної освіти, і Селвина Джордж Латор, зварювальника і політика. Його батько залишив сім'ю, коли Крісу було два роки, а його мати працювала на двох роботах, поки ростила його. Крістофер виріс у районі Клінтон-Хілл в Брукліні на вулиці Сейнт-Джеймс Плейс, будинок під номером 226, недалеко від кордону з районом Бедфорд-Стайвесант у Брукліні.
У середній школі «Королеви Всіх Святих» Кріс досяг успіху на заняттях, отримавши кілька нагород з англійської мови. Його прозвали «Big» через його надмірну вагу у віці 10 років. Воллес сказав, що почав торгувати наркотиками, коли йому було близько 12 років. Його мати, часто відсутня на роботі, не знала про його торгівлі наркотиками, поки він не став дорослим. У підлітковому віці він почав читати реп.
На його прохання Кріс був переведений із середньої школи імені єпископа Лафлін (англ. Bishop Loughlin Memorial High School) у середню школу Джорджа Вестінгауза (англ. George Westinghouse Career and Technical Education High School), в якій у той час також вчилися майбутні репери DMX, Jay-Z і Busta Rhymes. За словами його матері, Крістофер все ще був хорошим учнем, але в новій школі він почав корчити з себе розумника. 1989 року, в 17 років, Крістофер кинув школу і у нього почали з'являтися проблеми з законом. 1989 року він був заарештований за звинуваченням у зберіганні зброї в Брукліні і засуджений до 5 років умовно. 1990 року він був заарештований за звинуваченням у порушенні його випробувального терміну. Рік по тому Кріс був заарештований у Північній Кароліні за продаж кокаїну. Він провів 9 місяців у в'язниці, перш ніж вийти під заставу.

### Початок кар'єри (1991—1994)
Вийшовши з в'язниці, Кріс зробив демо-запис «Microphone Murderer» під псевдонімом Biggie Smalls, посилаючись на персонажа фільму Let's Do It Again (укр. Зробімо це знову) 1975 року випуску, а також на його розмір; його зріст був 6 футів 3 дюйми (1,91 м) і він важив від 300 до 380 фунтів (140—170 кг) за різними даними. Повідомляється, що запис був зроблений без серйозного наміру укласти контракт із звукозаписною компанією. Однак цьому сприяв нью-йоркський DJ Mister Cee, який раніше працював з Big Daddy Kane, і в 1992 році це демо почув редактор журналу The Source.
У березні 1992 року в журналі The Source була опублікована стаття про Кріса в колонці «Unsigned Hype», присвяченої реперам-початківцям. Демо-запис почув A & R-менеджер лейбла Uptown Records і рекорд-продюсер Шон Комбс, який організував зустріч з Воллесом. Кріс був відразу ж підписаний на лейбл Uptown Records і взяв участь в треку «A Buncha Niggas» у артистів цього лейбла, Heavy D & The Boyz. Незабаром після підписання контракту Шон Комбс був звільнений з Uptown Records і заснував новий лейбл, Bad Boy Records. Воллес пішов за ним і в середині 1992 року підписав контракт з новим лейблом Комбса.
8 серпня 1993 року давня подруга Воллеса народила дитину, Тіан (англ. T'yanna Wallace). Кріс розлучився зі своєю дівчиною за кілька днів до народження Тіани. Попри те, що сам він кинув школу, Воллес хотів, щоб його дочка отримала освіту. Тому Кріс продовжував продавати наркотики після народження дочки, щоб підтримувати свою дочку матеріально. Як тільки Шон Комбс дізнався про це, він змусив Кріса кинути торгувати наркотиками.
Крістофер отримав популярність завдяки реміксу на сингл Mary J. Blige «Real Love», на якому він взяв участь під псевдонімом Big E. Smalls. Він записувався під цим ім'ям до того, як виявив, що оригінальне прізвисько «Biggie Smalls» вже використовувалося. 1993 року репер Кевін Локхарт пред'явив йому позов за ім'я «Biggie Smalls», після чого Біггі був змушений взяти собі новий псевдонім — «The Notorious B.I.G.». 1993 року він продовжив свій успіх на ремікси з Mary J. Blige («What's The 411?»), Neneh Cherry («Buddy X») і реггі-артистом Super Cat («Dolly My Baby»). У квітні 1993 року його сольний трек «Party and Bullshit» з'явився на саундтреку до фільму Who's The Man?. У липні 1994 року він з'явився разом з LL Cool J і Busta Rhymes на ремікс на пісню Craig Mack «Flava In Ya Ear», який досяг 9 місця в чарті Billboard Hot 100.

### Ready to Die та шлюб з Фейт Еванс (1994)
4 серпня 1994 року Крістофер Воллес одружився з R&B-співачкою Фейт Еванс після того, як вони вперше зустрілися на фотосесії Bad Boy. Через п'ять днів The Notorious B.I.G. отримав свій перший успіх в поп-чартах як сольний виконавець з виходом синглу «Juicy / Unbelievable», який досяг 27 місця в чарті як ведучий сингл з дебютного альбому.
«Ready To Die» вийшов 13 вересня 1994 року. Він досяг 13 місця в чарті Billboard 200, в результаті був сертифікований як «платиновий» з продажу 4 рази. Альбом знову звернув увагу на хіп-хоп Східного узбережжя в той час, коли хіп-хоп Західного узбережжя домінував в американських чартах. Він отримав сильні відгуки і отримав багато похвали. На додаток до «Juicy» вийшло два хітових сингли: платиновий з продажу «Big Poppa», який досяг 1 місця в американському реп чарті і «One More Chance», який був розпроданий у кількості 1,1 мільйона копій в 1995 році. Busta Rhymes стверджував, що бачив, як Воллес роздавав безкоштовні копії альбому Ready to Die зі свого будинку, що Раймс сприйняв як «спосіб реклами самого себе».
Під час виходу альбому Воллес подружився з таким же репером на ім'я Тупак Шакур. Кузен Lil 'Cease говорив про те, що їх пов'язували тісні дружні відносини, вони часто відпочивали разом, коли не працювали. За його словами, Воллес був частим гостем у будинку Шакура, і вони проводили час разом, коли Шакур був у Каліфорнії чи Вашингтоні. Воллес також потоваришував з баскетболістом Шакіл О'Нілом. О'Ніл сказав, що їх познайомили під час прослуховування пісні «Gimme the Loot». Воллес згадав його в тексті і тим самим привернув О'Ніла до своєї музики. О'Ніл звернувся з проханням про співпрацю з Воллесом, внаслідок чого з'явилася пісня «You Can not Stop the Reign». За словами Комбса, Воллес не співпрацюватиме з «кимось, кого він дійсно не поважає», і що Воллес висловив повагу О'Нілу, «згадавши його в своїй пісні».

### Війна узбереж (1995—1996)
У липні 1995 року він з'явився на обкладинці журналу The Source з написом «The King Of New York Takes Over!» (Король Нью-Йорка подбає про все!), Посилаючись на псевдонім Френка Вайта з фільму 1990 року Король Нью-Йорка. На церемонії «Source Awards» у серпні 1995 року він був названий «Кращим новим сольним виконавцем», «Кращим ліриком року», «Кращим артистом року, виступаючим наживо», а його дебютний альбом — «альбомом року». На церемонії Billboard Awards він був обраний «Реп-виконавцем року».
У рік свого успіху Біггі брав участь у війні двох узбереж з Шакуром, тепер уже його колишнім другом. В інтерв'ю журналу Vibe в квітні 1995 року, коли він відбував термін у Виправній установі Клінтона, Шакур звинуватив засновника Uptown Records, Андре Харрелл, Шона Комбса і Воллеса в тому, що вони знали про пограбування, в результаті якого він був підстрелений п'ять разів і втратив коштовності на 40 тисяч доларів у ніч на 30 листопада 1994 року. Хоча Біггі та його оточення були в одній і тій же студії звукозапису в Манхеттені на момент стрілянини, вони відкинули звинувачення. Біггі сказав: «Це просто збіг, що він був на студії. Він просто, він не міг сказати, хто насправді мав якесь відношення до цього моменту. Тому він просто як би поклав провину на мене». 2012 року людина на ім'я Декстер Айзек, який відбуває довічне ув'язнення за злочини, що не стосуються справи злочину, заявив, що він напав на Шакура в ту ніч і що пограбування було організовано керівником індустрії розваг і колишнім наркоторговцем, Джеймсом Розмондом, відомішим як Джиммі Хенчман.
Після звільнення з в'язниці 15 жовтня 1995 року Шакур підписав контракт з Death Row Records. Це зробило Bad Boy Records і Death Row конкурентами в бізнесі, і, таким чином, посилило сварку. Сварка переросла в справжню війну.

### Смерть Шакура, Life After Death та автомобільна аварія (1996—1997)
У червні 1996 року Шакур випустив «Hit 'Em Up», диск, в якому він стверджував, що займався сексом з Фейт Еванс, яка жила окремо від Воллеса в той час, і що той скопіював його стиль і образ. Воллес послався на перше твердження в пісні Jay-Z «Brooklyn's Finest», в якому він римує: "Якби у Фейт були близнюки, у неї, ймовірно, було б два Пака. Зрозумів? Два Пака? ". Однак він не відповів прямо на трек, заявивши в радіоінтерв'ю 1997 року, що відповідати було «не в його стилі».
У Шакура вистрілили кілька разів під час стрілянини з машини в Лас-Вегасі, Невада 7 вересня 1996 року і він помер через шість днів. Поширилися чутки про причетність Воллеса до вбивства Шакура. 2002 року газета Los Angeles Times вийшла з заголовком «Хто вбив Тупака Шакура?». Грунтуючись на поліцейських звітах і численних джерелах, Чак Філіпс повідомив, що стрілянина велася бандою Комптона, Southside Crips, щоб помститися за побиття Шакуром кількома годинами раніше, і що Воллес заплатив за стрілянину. Редактор Los Angeles Times Марк Дювойзін писав, що «історія Філіпса пройшла через усі випробування щоб стати достовірною, … і залишається остаточним приводом для вбивства Шакура». Сім'я Воллеса спростувала повідомлення, пред'являючи документи, які підтверджують, що він був тоді в Нью-Йорку і Нью-Джерсі.
Фейт Еванс згадала, як її чоловік дзвонив їй у ніч смерті Шакура і плакав від шоку. Вона сказала: "Я думаю, було б справедливо сказати, що він, ймовірно, боявся, враховуючи все, що відбувалося в той час, і весь ажіотаж, який був викликаний цим так званим біфом, якого у нього він дійсно не було в його серці проти кого-небудь ". Уейн Барроу, со-менеджер Воллеса в той час, сказав, що Воллес записував трек «Nasty Boy» вночі, коли стріляли в Шакура. Незабаром після смерті Шакура він зустрівся зі Снуп Доггом, який стверджував, що Воллес поставив для нього пісню «Somebody Gotta Die», в якій згадувався Снуп Догг, і заявив, що він ніколи не відчував ненависті до Шакуру.
29 жовтня 1996 року Еванс народила сина, Крістофера «C.J.» Воллеса молодшого.

## Смерть
У лютому 1997 року Воллес вирушив до Каліфорнії, щоб просувати новий альбом Life After Death і зняти музичне відео для свого синглу «Hypnotize». 5 березня 1997 року дав радіо-інтерв'ю ток-шоу The Dog House на радіо KYLD в Сан-Франциско. В інтерв'ю він заявив, що найняв охорону, тому що боявся за свою безпеку; але це було пов'язано з тим, що він був знаменитістю загалом, а не тому, що він був репером.
7 березня 1997 року Воллес вручив Тоні Брекстон нагороду на 11 щорічній церемонії нагороджень Soul Train Music Awards в Лос-Анджелесі і був обсвистаний деякими глядачами. Після церемонії він був присутній на вечірці, організованій журналом Vibe і лейблом Квінсі Джонса, Qwest Records, в автомобільному музеї Петерсена в Лос-Анджелесі. Серед гостей були Еванс, Aaliyah, Шон Комбс і члени банд Crips і Bloods.
9 березня 1997 року в 00:30 ночі (за Тихоокеанським часом), після того, як пожежна служба рано закрила вечірку через переповненість приміщення, Воллес покинув вечірку зі своїм оточенням на двох Шевроле Субурбан, щоб повернутися в свій готель. Вулиці були переповнені людьми, які залишали вечірку. Біггі сидів на передньому пасажирському сидінні зеленого Шевроле Субурбан, ззаду сиділи його друзі: Lil 'Cease і Damion «D-Roc» Butler. За кермом машини сидів Gregory «G-Money» Young. У машині грав трек «Going Back To Cali». Комбс їхав в іншому автомобілі з трьома охоронцями. За двома джипами слідував Шевроле Блейзер із директором служби безпеки Bad Boy, Полом Оффордом.
Близько 00:45 машина з Пафф Дедді проскочила на жовте світло. Машина з Біггі зупинилася на червоне світло світлофора на розі Ферфакс-авеню і бульвару Уїлшир, близько 50 ярдів (46 м) від автомобільного музею Петерсена. Темний Шевроле Імпала порівнявся з автомобілем Воллеса. Водій Імпали, афро-американець, одягнений у синій костюм із краваткою-метеликом на сорочці, опустив своє скло і вистрілив 6 разів із напівавтоматичного 9 мм пістолета в передні пасажирські двері зеленого Шевроле Субурбан. Чотири кулі з шести досягли своєї мети. Друзі Біггі відвезли його в медичний центр Седарс-Синай, де лікарі провели екстрену торакотомію (операцію розкриття грудної клітки), але операція виявилася неуспішною. Біггі був оголошений мертвим у 1:15 ночі (за тихоокеанським часом).
Похорон Воллеса відбувся 18 березня 1997 року в похоронній каплиці Френка Е. Кемпбелла на 81-й вулиці у Медісон-авеню в Манхеттені. На похороні були присутні 350 осіб, в тому числі Квін Латіфа, Flava Flav, Mary J. Blige, Lil 'Kim, Lil' Cease, Run-D.M.C., DJ Kool Herc, Da Brat, Treach з Naughty by Nature, Busta Rhymes, Salt-N-Pepa, DJ Spinderella, Foxy Brown, Sister Souljah та інші. Після похорону його тіло було піддано кремації, а прах був переданий його сім'ї. Вбивство Воллеса привернуло увагу громадськості до війни двох узбереж. Багато громадських діячів закликали обидві сторони до примирення. 3 квітня 1997 року міністр Луїс Фаррахан, глава «Нації ісламу», провів хіп-хоп саміт у Чикаго. Саміт був організований для боротьби з триваючою ворожнечею узбереж у хіп-хопі. На саміті були присутні різні зірки хіп-хопу, в тому числі Snoop Dogg, Ice Cube, Common, Fat Joe, Doug E. Fresh і Kam.

## Дискографія

### Альбоми
- 1994 Ready to Die
- 1997 Life After Death
- 1999 Born Again
- 2005 Duets: The Final Chapter

### Компіляції
- 2002 Music Videos on DVD

### Сингли
- 2005 Nasty Girl [Single]
- 2001 One More Chance/The What
- 2001 Big Poppa
- 2000 Notorious [UK CD Single]
- 2000 Notorious [Germany CD Single]
- 1999 Born Again [Japan]
- 1998 Nasty Boy
- 1998 Mo Money Mo Problems [UK]
- 1997 Sky's the Limit/Kick in the Door
- 1997 Sky's the Limit/Going Back to Cali
- 1997 Mo Money Mo Problems [US #3]
- 1997 Mo Money Mo Problems [US #2]
- 1997 Mo Money Mo Problems [US #1]
- 1997 Hypnotise [Clean]
- 1997 Hypnotise
- 1995 One More Chance [EP]
- 1995 One More Chance [Cassette Single]
- 1995 Can't You See
- 1995 Big Poppa/Warning [Clean]
- 1995 Big Poppa/Warning
- 1994 Juicy [Single]
- 1994 Juicy [Cassette Single]
- 1994 Cruisin' [Cassette Single]
- 1993 Cruisin' [CD Single]
- 1993 Cruisin' (Overdrive) [Cassette Single]

### Відео-збірки
- 2003 Legend Unauthorized
- 2002 Music Videos on DVD
- 1997 Notorious BIG: Bigga Than Life [Clean]
- 1997 Notorious BIG: Bigga Than Life
- 1997 Big #3 X-Rated
- 1997 Big #1